# Michael Cheika
Michael A. Cheika (Sydney, 4 marzo 1967) è un ex rugbista a 15, allenatore di rugby a 15 e imprenditore australiano, dal 2022 commissario tecnico dei Pumas.

## Biografia
Nato in Australia da famiglia di origine libanese, Cheika si formò rugbisticamente nel Randwick, club di Sydney, insieme ad altri giocatori noti dell'epoca tra cui Eddie Jones, David Knox, Ewen McKenzie e David Campese.
In patria rappresentò l'Australia Under-21 nel 1988 e, successivamente, nel 1989, ebbe una prima esperienza in Europa nella squadra francese del Castres, durata due anni: un terzo anno fu speso a Parigi allo Stade français.
Un ulteriore bienno fu trascorso in Italia al Livorno, tra il 1992 e il 1994, periodo nel quale fu anche in campo in una selezione di giocatori del campionato di serie A1 che disputò un incontro con un XV della Nuova Zelanda.
Al suo ritiro dal rugby giocato nel 1999 vantava oltre 300 incontri per il Randwick di cui 212 in prima squadra.
Subito dopo la fine dell'attività Vittorio Munari, all'epoca direttore sportivo del Petrarca, propose a Cheika di diventare allenatore della squadra padovana, e questi accettò l'offerta; dopo una stagione tornò in Australia per assumere la guida tecnica del Randwick.
A luglio 2005 fu ingaggiato con un contratto triennale dalla franchise irlandese di Leinster insieme al suo vice David Knox, già compagno di squadra a Livorno e Randwick.
Con Leinster Cheika si aggiudicò il titolo celtico nel 2008 e l'anno successivo vinse la Heineken Cup; dopo 5 anni a Dublino si trasferì allo Stade français con un contratto triennale; dopo solo due stagioni in cui il club rimase senza vittorie, tuttavia, il suo impegno non fu prolungato.
Tornato in Australia, fu messo sotto contratto dagli Waratahs, franchise di Super Rugby di Sydney; al primo anno la squadra fu terza nella propria conference e non si qualificò ai play-off, ma nel 2014 accedette alle semifinali come prima squadra del ranking e dopo avere battuto i connazionali Brumbies riuscì a sconfiggere in finale i neozelandesi Crusaders, dando alla squadra la sua prima vittoria di sempre nel Super Rugby.
A ottobre successivo, dopo le clamorose e polemiche dimissioni di Ewen McKenzie dall'incarico di C.T. della Nazionale australiana, la Federazione contattò Cheika per offrirgli un incarico triennale fino al 2017, che Cheika accettò rimanendo anche allenatore degli Waratahs per la stagione di Super Rugby 2015.
Alla guida degli Wallabies Cheika vinse il Championship e poche settimane più tardi, alla Coppa del Mondo di rugby 2015 in Inghilterra, giunse fino alla finale eliminando anzitempo nella fase a gironi la squadra di casa; all'ultimo atto fu sconfitto dalla Nuova Zelanda.
A parte l'attività sportiva, Cheika ha lavorato come manager della stilista australiana Collette Dinnigan e, successivamente, ha fondato una propria azienda di distribuzione abbigliamento; è sposato e ha quattro figli e, grazie alle sue esperienze sportive all'estero, oltre all'inglese, sua lingua madre, e all'arabo, lingua di famiglia, parla francese e italiano.

## Palmarès

### Allenatore
- Celtic League: 1
Leinster: 2007-08
- Heineken Cup: 1
Leinster: 2008-09
- Super Rugby: 1
Waratahs: 2014